# Флаг Брестской области
Флаг Брестской области (бел. Сцяг Брэсцкай вобласці) — официальный символ Брестской области Беларуси. Утверждён указом Президента № 446 от 14 сентября 2004 года. Представляет собой прямоугольное полотнище красно-голубого цвета с соотношением сторон 1:2. По краям — две вертикальные голубые полосы. Посередине — широкая красная полоса, которая завершается формой оборонительного сооружения. В центре красной полосы — золотой зубр.